# Tokai Guitars
Tokai Guitars Company Ltd. (東海楽器製造株式会社, Tōkai Gakki Seizō Kabushiki-gaisha) is een Japanse gitarenfabrikant. Tokai Gakki begon in de jaren 50 met het bouwen van akoestische gitaren, elektrische gitaren en basgitaren. Het bedrijf bouwde niet in naam van een of ander westers gitaarmerk, maar was gespecialiseerd in het maken van kopieën van Amerikaanse klassiekers, zoals de Fender Stratocaster en de Gibson Les Paul.
Vandaag de dag worden Tokaigitaren zeer begeerd door verzamelaars vanwege hun uitzonderlijke kwaliteit, dankzij de jarenlange ervaring. Ze waren bovendien vele malen goedkoper dan de originelen. De Gibson-reissue-modellen waren minder getrouw, maar vele malen duurder dan de Tokai-replica's: de Gibson Reborn. Dat had in de jaren zeventig en tachtig een reeks rechtszaken tot gevolg over het ontwerp en de elektronica van de gitaren. Tokai moest zich schikken naar de uitspraken van de rechters en zijn gitaren aanpassen. Koppen moesten veranderd worden, impedanties van volumepots aangepast (om de gitaar "anders dan het origineel" te doen klinken). Over de bodyvorm werden geen uitspraken gedaan.

## Gitaristen
- Jari Mäenpää (Wintersun)
- Stevie Ray Vaughan
- Billy Gibbons (ZZ Top)
- Alexi Laiho (Children of Bodom)